# リヒャルト・ノイデッカー
リヒャルト・ノイデッカー（Richerd Neudecker、1996年10月29日 - ）は、ドイツ・アルトエッティング出身のサッカー選手。TSV1860ミュンヘン所属。ポジションはMF。

## クラブ経歴
TSV1860ミュンヘンの下部組織出身。2014-15シーズンと2015-16シーズンの大半をセカンドチームでプレーした。トップチームデビューは2015年10月27日のDFBポカール1.FSVマインツ05戦であった。1860ミュンヘンではトップチームリーグ戦6試合に出場した。
2016年7月、FCザンクトパウリに移籍した。
2019年5月17日、VVVフェンローにフリーで移籍し、3年契約を結んだ。